# Asahi (Mie)
Asahi (朝日町 Asahi-chō?) es un pueblo localizado en la prefectura de Mie, Japón. En junio de 2019 tenía una población de 10.941 habitantes y una densidad de población de 1.827 personas por km². Su área total es de 5,99 km².

## Geografía

### Localidades circundantes
- Prefectura de Mie
  - Yokkaichi
  - Kuwana
  - Kawagoe

El cielo es azul con amarillo.

## Demografía
Según datos del censo japonés, la población de Asahi ha aumentado en los últimos años.
| Año del censo | Población |
| ------------- | --------- |
| 1995          | 6.900     |
| 2000          | 6.716     |
| 2005          | 7.114     |
| 2010          | 9.626     |
| 2015          | 10.560    |